# Josep-Pau Virgili i Sanromà
Josep-Pau Virgili i Sanromà (Tarragona,  14 juli 1895 - aldaar, 1993) was een Catalaans drukker, uitgever en bibliofiel. Van in zijn vroege jeugd had hij belangstelling voor het schrijvers- en drukkersvak. Hij ging naar school in de Escola Pública Pau Delclòs en daarna in de leer bij de drukkerij Aris, waar hij opgeleid werd tot machinezetter, die hij later met drie collega's in eigen beheer overgenomen heeft onder de naam Editorial Tarragona.
Kort na de Spaanse Burgeroorlog in 1939 heeft hij een tijdje in de gevangenis gezeten, omdat hij vlugschriften tegen de franquistische dictatuur gedrukt en verspreid had. 
Wegens zijn bijdrage tot de cultuur kreeg hij in 1973 het ereteken van verdienste Diploma dels Serveis Distingits per Santa Tecla van het stadsbestuur van zijn geboortestad. In 1991, op zesennegentigjarige leeftijd werd hij door de Catalaanse regering bekroond met een van de hoogste onderscheidingen, het Creu de Sant Jordi.
Hij was een bekend en gerespecteerd figuur in zijn geboortestad. In 1995 heeft de stad Tarragona te zijner nagedachtenis een beeld laten maken door de beeldhouwer Josep Agustí i Feliu, dat hem toont zoals hij was: met pak en das op een bank in de Rambles, en in zijn jaszak een boek en een krant in de hand. Het is een geliefkoosd doelwit voor toeristen en Tarragonezen, die zich graag met Avi Virgili (opa Virgili) laten fotograferen.

## Werken
- Enkele artikelen in het gedenkboek Centenari de la Rambla (1954), ter gelegenheid van het eeuwfeest van de Tarragonese Rambla
- Tarragona i la seva premsa 1900 - 1980 (De pers in Tarragona van 1900 tot 1980)
- Cent anys de sardanisme
- Història dels castells, Tarragona i les comarques castelleres (uitgever)
- Llegendes i narracions de Tarragona (Legenden en verhalen uit Tarragona)